# Sultanino
Il sultanino (in arabo سلطاني‎?, sultani), detto anche fiorino saracenato, era la moneta di maggior pregio battuta nell'Impero ottomano, della bontà di 24 carati, al pari dello zecchino e del fiorino d'oro e avente pressappoco uguale consistenza. Il conio aveva scarso corso nell'impero, a causa della penuria di metallo prezioso. Fu emessa dal XV secolo fino alla metà del XVIII secolo. 
Con lo stesso nome si fa riferimento a monete d'oro musulmane coniate ad Algeri, Tripoli, Costantinopoli e in Egitto, con quantità di metallo variabile e di diversa massa, che avevano corso sui mercati europei nei commerci con quelli orientali. Le monete d'oro ottomane sono genericamente chiamate "altun" (oro in turco).

## Etimologia e storia

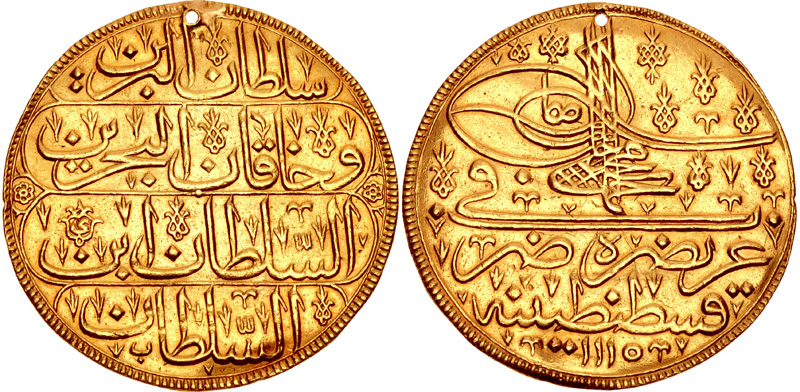
Moneta da 5 sultanini

Di fronte alle necessità del commercio nel Mediterraneo, l'impero ottomano affrontò la Repubblica di Venezia sul piano militare e commerciale. Nel 1456, Mehmet II firmò la creazione di nuove zecche a Costantinopoli (appena conquistata), Edirne e Serres, dedicate non solo alla produzione dell'akçe d'argento, ma anche a una nuova unità contabile, una moneta d'oro capace di competere con il ducato d'oro veneziano (chiamato genericamente Zecchino) o il fiorino di Firenze, due monete riconosciute in tutto il bacino del Mediterraneo e nell'Europa continentale per la loro stabilità e la loro solidità. L'obiettivo qui non era quello di copiare la moneta dominante, ma di eguagliarla: questa strategia ebbe successo per due secoli. Le prime zecche registrate risalgono al 1477-1478 (882 dall'Egira), a Qustantiniya (Costantinopoli), sotto il sigillo (tughra) di Mehmet. Queste prime monete sono chiamate localmente sultani o hasene-i sultaniye. Il peso medio è di 3,572 g di oro di un grado praticamente puro (0,997/1000).
Queste monete non portano alcuna indicazione del loro valore: è il mercato che determina la loro equivalenza, o forse un decreto imperiale. Il prezzo è rimasto relativamente stabile, in media 50 akçes, in relazione al valore dell'argento. Il picco della produzione di sultanini fu raggiunto durante il regno (1520-1566) di Solimano il Magnifico, grazie alla scoperta di nuove miniere d'oro nei Balcani e alla conquista dell'Egitto. Il peso dell'oro fu allora abbassato a 3,544 g per un equivalente di 60 akçes al tasso ufficiale di mercato. Il prezzo è peggiorato in relazione al metallo d'argento al momento della crisi monetaria o della carestia alla fine del XVI secolo. All'inizio del XVII secolo, i commercianti divennero sospettosi del sultanino, il prezzo dell'akçe crollò, e così la sua qualità.
Il popolo, che non ha accesso a questo tipo di moneta riservata ai mercanti e ai politici, la chiama altın, che significa "oro, o moneta d'oro".
Gli ultimi sultanini furono coniati durante il regno di Mahmud I (1730-1754).

## Evoluzione ed equivalenza
Il sultanino è anche chiamato mahboub a Tripoli, il Cairo e Algeri.
Nella Tunisia ottomana, è anche una vecchia suddivisione monetaria, prima dell'adozione del Riyal tunisino. Il valore è di quattro 4,5 riyal a seconda dell'evoluzione della moneta legale. Verso il 1831, il suo prezzo salì a cinque riyal e sette ottavi nella borsa di Tunisi, a 6,25 franchi in quelle di Marsiglia, e persino a 6,85 franchi, un prezzo molto basso che si spiega con la scarsa qualità delle monete e la diffidenza del mercato. I semi-soultani sono chiamati nouss mahboub o nouss soultani. I quartieri sono chiamati roubou mahboub o roubou soultani.